# Masse maximale au décollage

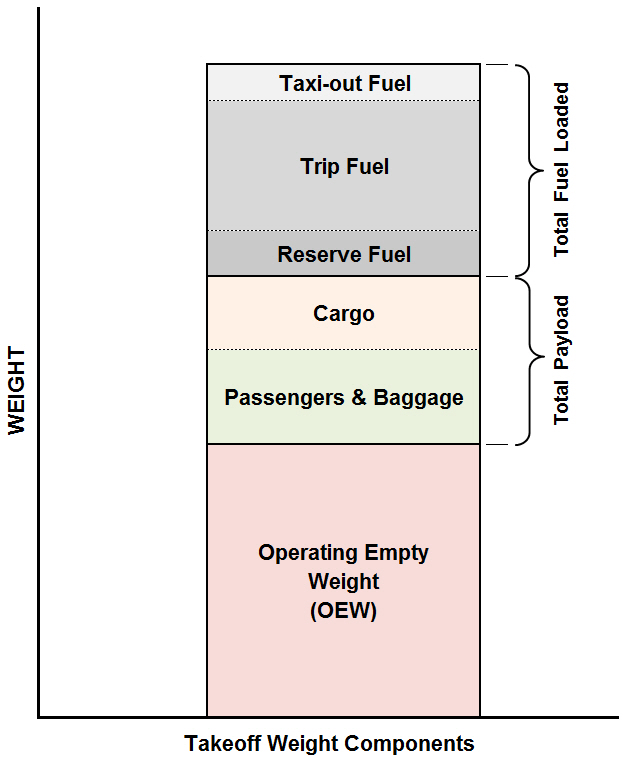
Décomposition de la MTOW.

En aéronautique, la masse maximale au décollage (en anglais : Maximum Take-Off Weight, abrégé MTOW - aussi Maximum Take-Off Mass ou MTOM) d'un aéronef est la masse maximale autorisée déterminée par le constructeur et respectant les règles de sécurité ; l'aéronef doit être capable d'effectuer certaines manœuvres en cas d'incident au décollage, par exemple poursuivre le décollage en cas de panne d'un moteur. 

## Description
La MTOW inclut la totalité de ce qui est à bord, la masse à vide de l'appareil, les équipements et aménagements intérieurs, les consommables (dont le carburant), l'équipage, les passagers et le fret.

## Réglementation
La masse maximale au décollage est utilisée notamment pour définir les limitations et les taxes sur les nuisances sonores aériennes.
Un aéronef ultraléger motorisé (ULM) est limité notamment en masse maximale au décollage (500 kg). Cependant des évolutions de la réglementation sont en cours. Ainsi la catégorie Light sport aircraft (LSA) autorise une masse de 600 kg. 

## Exemples

Comparaison des avions les plus gros du monde.

L'avion de transport Antonov An-225 Mriya avait un MTOW de 640 t ; il était le plus gros avion en 2022.
L'ekranoplan KM a une masse maxi de 550 tonnes ; il vole au-dessus de l'eau grâce à l'effet de sol.

## Remarque
La masse maximale autorisée à l'atterrissage est inférieure à la MTOW ce qui, en principe, interdit à un avion de se reposer immédiatement après le décollage en cas d'incident.